# 624
624（六百二十四、ろっぴゃくにじゅうよん）は自然数、また整数において、623の次で625の前の数である。

## 性質
- 624は合成数であり、約数は1, 2, 3, 4, 6, 8, 12, 13, 16, 24, 26, 39, 48, 52, 78, 104, 156, 208, 312, 624である。
  - 約数の和は1736。
  - 152番目の過剰数である。1つ前は620、次は630。
- 31番目のズッカーマン数である。1つ前は612、次は672。
- 153番目のハーシャッド数である。1つ前は621、次は629。
  - 12を基とする14番目のハーシャッド数である。1つ前は552、次は660。
- 各位の積が各位の和の4倍になる8番目の数である。1つ前は462、次は642。(オンライン整数列大辞典の数列 A062036)
- 624 = 13 + 43 + 63 + 73
  - 4つの正の数の立方数の和で表せる165番目の数である。1つ前は621、次は630。(オンライン整数列大辞典の数列 A003327)
  - 異なる正の数の4つの立方数の和1通りで表せる33番目の数である。1つ前は611、次は631。(オンライン整数列大辞典の数列 A025408)
- n = 6 のときの n と 4n を並べてできる数である。1つ前は520、次は728。(オンライン整数列大辞典の数列 A019552)
- 624 = 54 − 1 
  - n = 5 のときの n 4 − 1 の値とみたとき1つ前は255、次は1295。(オンライン整数列大辞典の数列 A123865)
- 624 = 24 × 3 × 13
  - 3つの異なる素因数の積で p 4 × q × r の形で表せる5番目の数である。1つ前は560、次は810。(オンライン整数列大辞典の数列 A179644)
- 約数の和が624になる数は4個ある。(315, 375, 423, 515) 約数の和4個で表せる12番目の数である。1つ前は560、次は702。
- 各位の和が12になる54番目の数である。1つ前は615、次は633。

## その他 624 に関連すること
- 西暦624年
- 紀元前624年
- エア・カナダ624便着陸失敗事故
- Survive Said The Prophetの曲。